# Dale Holmes
Dale Holmes (ur. 6 października 1971 w Heanor) – brytyjski kolarz górski i BMX, sześciokrotny medalista mistrzostw świata BMX.

## Kariera
Pierwszy sukces w karierze Dale Holmes osiągnął w 1996 roku, kiedy zwyciężył w kategorii elite podczas mistrzostw świata BMX w Brighton. Jako że była to pierwsza oficjalna edycja tej imprezy, Holmes został pierwszym w historii mistrzem świata. Na rozgrywanych rok później mistrzostwach w Saskatoon zdobył brązowy medal w konkurencji cruiser – wyprzedzili go tylko Francuz Christophe Lévêque i kolejny Brytyjczyk Neal Wood. W tej samej konkurencji był drugi za Francuzem podczas mistrzostw świata w Melbourne w 1998 roku, a w 2000 roku zajął trzecie miejsce w wyścigu elite na mistrzostwach w Córdobie. Największe sukcesy osiągnął na rozgrywanych w 2001 roku mistrzostwach świata w Louisville, gdzie zwyciężył w kategorii elite, a w cruiser był drugi za Lévêque’iem. Startował także w kolarstwie górskim, zdobywając między innymi mistrzostwo Wielkiej Brytanii w four Crossie.